# Marisol Santacruz
A atriz Marisol Santacruz Bañuelos nasceu na (Cidade do México, no México dia 16 de Fevereiro de 1972) é uma atriz mexicana.

## Carreira
Marisol Santacruz começou sua carreira artística desde que ela foi nomeado como o "Rosto do Heraldo". Esta era uma vitrine para começar a trabalhar em campanhas como a "La Rubia superior", mais tarde foi dada a sua primeira chance no mundo da telenovelas.
Alcançar uma Estrela em (1990) foi o primeira telenovela em que ela participou, seguida de "Encurralado" em (1991), produção de Ernesto Alonso, aqui personificando a filha de Frank e Margarita Gralia Moro, a parti dai teve pequenas atuações, foi quando conclui estudos na INBA, em seguida entrou no (CEA) da Televisa.
Outras telenovelas em sua carreira são Carrusel de las Américas (1992), "Juventude Magic" (1992), Marimar (1994), Lazos de Amor (1995), Cañaveral de pasiones (1996), Nunca te olvidaré (1999), Alma rebelde (1999) e Carita de Ángel (2000). Marisol, que admira atores como Helena Rojo, Ignacio López Tarso, Ofelia Gilmain, Irán Eory, Silvia Derbez e Carmen Montejo.
No domínio da cinematografia "Tequila Corazon", "El corrido de Santa Amalia", "Jóvenes Amantes" e "Trampa Infernal" são alguns dos filmes em que Marisol Santacruz demonstrou a sua capacidade interpretativa. Desde 2003, ela é apresentadora do programa "Buenos Días" programa local da cidade de Toluca na rede Televisa, além de participar da "La Casa de la Risa" de Jorge Ortiz de Pinedo que é uma comédia.

## Telenovelas
- Libre para amarte (2013) - Alicia Palácio Robles
- Dos Hogares (2011) - Amalina
- Soy tu dueña (2010) - Cecilia Rangel de Villalba
- Camaleones (2009) - Magdalena
- Rebelde (2004 á 2006) - Lourdes dela Riva
- Niña amada mía (2003) - Isabela Soriano
- La Casa de la risa (2003) - Marvine
- Carita de ángel (2000) - Angélica Valle de Larios
- Corazón de tequila (2000) - Fernanda
- Alma rebelde (1999) - Laiza
- Nunca te olvidaré (1999) - Leticia
- Cañaveral de pasiones (1996) - Gina Elizondo
- Lazos de Amor (1996) - Patricia
- Marimar (1994) - Monica
- Carrossel das Américas (1992) - Alejandra
- Alcanzar una estrella (1990)
- Mágica juventud (1992) - Mia De la vega
- Atrapada (1988)

### Series
- Mujer, casos de la vida real (11 episódios) (2002/2005)
- Big Brother VIP: México (2004)
- ¡Despierta América! (2004)
- El Gordo y la flaca (2003)

### Filmes
- Mujeres de Hierro (2009) Amanda Rey
- Amores y Pasiones (2007) Marizza
- La Banda del Antrax (2002) Jimena
- El Corrido de Santa Amalia (1998) Mora
- Aunque seas ajena (1998) Dulce / Elisa
- Jóvenes amantes (1997) Mabel
- Amor de Diamante (1995)
- Trampa infernal (1990) Carlota
- Solamente Solos (1986) Filha de Juana